# III (VOW WOWのアルバム)
『VOW WOW III』（ヴァウワウ サード）は、VOW WOWの3枚目のオリジナル・アルバム。

## 概要
プロデューサーとして、トニー・プラットが参加した。
2006年9月6日に東芝EMIより再発売した。
2011年4月20日には、Blu-spec CD仕様で再発売した。

## 収録曲
（全作詞：ジョナ・パシュビー、全作曲（特記以外）：山本恭司）
1. Go Insane
2. Shot In The Dark
  - 作曲：厚見玲衣
3. Running Wild
4. Shock Waves
  - 作曲：厚見玲衣
5. Doncha Wanna Cum (Hangar 15)
6. Nightless City
7. Signs Of The Times
  - 作曲：厚見玲衣
8. Stay Close Tonight
9. You Got It Made
10. Pains Of Love